# Bartling v. Superior Court
Bartling v. Superior Court ist der Titel eines US-amerikanischen Gerichtsverfahrens aus dem Bundesstaat Kalifornien, bei dem über die Selbstbestimmung eines Patienten zur Ablehnung lebenserhaltender Maßnahmen entschieden wurde.

## Medizinischer Hintergrund
Der 70-jährige US-Amerikaner William Francis Bartling arbeitete früher im Dentalvertrieb und war Raucher. Schon sechs Jahre zuvor hatte sich sein Gesundheitszustand ständig verschlechtert. Er litt an einem abdominalen Aortenaneurysma, Arteriosklerose, einer Herzerkrankung und einem schweren chronischen Lungenemphysem.
Wegen dieser Erkrankungen war Bartling in den letzten zwölf Monaten sechsmal im Krankenhaus.
Am 8. April 1984 wurde Bartling im Glendale Adventist Medical Center in Glendale (Kalifornien) wegen schwerer Rückenschmerzen stationär aufgenommen. Bei einer routinemäßigen Röntgenuntersuchung wurden Auffälligkeiten im Röntgenbild seiner Lunge gefunden. Eine Lungenbiopsie bestätigte den Verdacht: Zusätzlich zu seinen vier schweren Erkrankungen kam noch ein inoperables Bronchialkarzinom hinzu. Während der Biopsie kollabierte seine Lunge (Pneumothorax). Daraufhin wurde Bartling auf der Intensivstation des Krankenhauses an ein Beatmungsgerät angeschlossen, um seine Atmung zu unterstützen. Durch die Bettlägerigkeit baute die Muskulatur von Bartling ab. Versuche, ihn ohne Beatmungsgerät frei atmen zu lassen, schlugen fehl. Zu diesem Zeitpunkt stand fest, dass es für ihn keine Zukunft ohne Beatmungsgerät und die entsprechenden Schläuche in seinem Körper geben würde. Die behandelnden Ärzte stellten für die künstliche Beatmung eine Prognose, nach der Bartling an einer seiner Erkrankungen innerhalb von wenigen Wochen bis einigen Monaten sterben würde, ohne Beatmungsgerät innerhalb von wenigen Minuten.
Die Behandlung von Bartling verursachte von April bis Oktober 1984 Kosten von über einer halben Million US-Dollar.

## Der Rechtsfall
Sowohl Bartling als auch seine drei Jahre jüngere Frau Ruth äußerten ab der vierten Woche nach seiner Einlieferung gegenüber dem Personal des Glendale Adventist Medical Center den Willen, dass das Gerät entfernt werden soll. Das Ehepaar war sich darüber im Klaren, dass die Entfernung des Beatmungsgerätes den Tod für William Bartling bedeuten würde. Bartling selbst war – bedingt durch das Beatmungsgerät –  zwar nicht in der Lage zu sprechen, doch durch seine Handlungen –  er entfernte mehrfach selbstständig den Beatmungsschlauch –  äußerte er seinen Willen. Die behandelnden Ärzte und das Pflegepersonal widersprachen dem Wunsch der Bartlings und banden zeitweise seine Hände an den Längsseiten seines Krankenbettes fest, damit er nicht mehr den Beatmungsschlauch entfernen konnte. William Bartling schrieb daraufhin eine Erklärung, in der er zum Ausdruck brachte, dass er die lebenserhaltenden Maßnahmen nicht wünsche. Seiner Frau erteilte er eine Vorsorgevollmacht (durable power of attorney in health care). Mit schriftlichen Erklärungen verpflichtete sich das Ehepaar, keine Haftungsansprüche gegen die Ärzte und das Hospital geltend zu machen, wenn diese ihren Wünschen auf Entfernung des Beatmungsgerätes nachkämen. Der behandelnde Arzt zeigte daraufhin ein prinzipielles Verständnis für Williams Wunsch, allerdings riet ein Rechtsberater der Hospitalleitung die künstliche Beatmung fortzusetzen.
Das Personal berief sich zum einen auf den ärztlichen Anspruch Leben zu retten, gegen den es dabei verstoßen würde und zum anderen befürchtete es straf- und zivilrechtliche Ansprüche, da der Patient nicht akut vom Tod bedroht war. Das Fesseln von Bartlings Händen an sein Bett sei zur Verhinderung eines „Suizids“.
Die Klinikleitung versuchte erfolglos Bartling in ein anderes Krankenhaus zu verlegen, das seinem Wunsch Folge leisten würde. Bartlings Frau und ihr Anwalt bemühten daraufhin den Rechtsweg. Der Anwalt forderte, dass das Krankenhaus dem Wunsch seines Mandanten Folge zu leisten habe. Er erstattete zudem eine Strafanzeige gegen die Ärzte und das Glendale Adventist Medical Center wegen der Behandlung von Bartling ohne dessen Einwilligung und wegen des Verstoßes gegen die verfassungsmäßigen Grundrechte Bartlings. Als Entschädigung forderte er 15.000 US-Dollar pro Tag an Schadenersatz, die sein Mandant länger an dem Beatmungsgerät angeschlossen sei. In der Summe lag die Klage gegen das von den Siebenten-Tags-Adventisten betriebene Hospital bei 10 Millionen US-Dollar.
Einen Tag vor der Gerichtsverhandlung nahm im Juni 1984 sein Anwalt die eidesstattliche schriftliche Zeugenaussage (legal deposition) und ein Video von Bartling im Krankenhaus auf. Er stellte Bartling dabei drei Fragen. Auf die Frage „ob er leben möchte“ gab Bartling durch sein Nicken ein bejahendes Zeichen. Die Frage ob er „mit dem Beatmungsgerät weiterleben möchte“ negierte er. Auf die letzte Frage, ob er sich im Klaren darüber sei, dass er sterbe, wenn das Beatmungsgerät entfernt, beziehungsweise die künstliche Beatmung ausgesetzt werde, gab er ein positives Zeichen.

## Entscheidung desTrial Court
Der Trial Court (erstgerichtliche Instanz) lehnte Bartlings Klage ab. Es sah lediglich im Fall von komatösen und todkranken Patienten das Recht zur Entfernung von lebenserhaltenden Geräten gegeben. Bartlings Zustand wurde von dem entscheidenden Richter zwar als letal (terminal), aber nicht als unmittelbar lebensbedrohlich (imminent) eingestuft. Auch einen nachträglichen Antrag von Bartlings Anwalt, dass die Hände seines Mandanten loszubinden seien, damit dieser selbst die künstliche Beatmung beenden könne, lehnte der Trial Court ab.
Der Fall fand in der Folge starke landesweite Beachtung, als Mike Wallace in seiner Sendung 60 Minutes eine Dokumentation von Bartlings Schicksal zeigte. Bartlings Anwalt focht die Entscheidung des Trial Court an. Der Fall wurde vor dem übergeordneten Superior Court entschieden.

## Entscheidung desSuperior Court
Der Superior Court (California appellate court) entschied im Dezember 1984, dass Bartling ein Recht zur Ablehnung einer Behandlung hat. Sein Recht auf Privatsphäre, das ihm sowohl die Verfassung der Vereinigten Staaten  (siehe 4. Zusatzartikel zur Verfassung der Vereinigten Staaten) als auch das kalifornische Recht zuspricht, sei höher zu bewerten, als das staatliche Interesse zum Schutz seines Lebens und die ethischen Ansprüche der Ärzteschaft. Dieses Recht sei nicht auf komatöse oder todkranke Patienten beschränkt.
Die Klinikleitung argumentierte, dass der Erhalt des Lebens für eine christliche lebensbejahende Institution wie das Glendale Adventist Medical Center zu den zentralen Aufgaben gehöre. Dem widersprach das Gericht mit der Aussage, dass „das Recht des Patienten zur Selbstbestimmung seiner Gesundheitsfürsorge an erster Stelle der Interessen des Hospitals und seiner Ärzte zu stehen habe“.
Der Superior Court entschied außerdem, dass weder das Klinikpersonal noch die Klinik selbst straf- oder zivilrechtlich belangt werden kann, wenn sie dem Wunsch eines zurechnungsfähigen erwachsenen Patienten entspricht. Zur Umsetzung des Patientenwunsches ist in solchen Fällen keine gerichtliche Genehmigung notwendig. Darüber hinaus machte der Superior Court eine klare Unterscheidung zwischen der Ablehnung einer medizinischen Maßnahme und einem Suizid. Wenn ein zurechnungsfähiger erwachsener Patient eine medizinische Behandlung ablehne und daraufhin versterbe, so sei dies kein Suizid, da der Tod des Patienten eine natürliche Ursache habe und nicht durch eine Tat – die der Patient selbst ausgelöst hat – verursacht wird.
William Bartling verstarb am 6. November 1984 – angebunden an sein Bett und mit künstlicher Beatmung – während der Berufungsverhandlung, an einem akuten Nierenversagen.

## Weiterführende Literatur
- S. M. Paulus: Bartling v. Superior Court. In: Issues Law Med. 1, 1985, PMID 3850084, S. 85–88.
- United States – life support: one firm decision. In: The Lancet. 8421, 1985, PMID 11644477, S. 157.
- G. J. Annas: Prisoner in the ICU: the tragedy of William Bartling. In: Hastings Cent Report. 14, 1984, PMID 6511377, S. 28–29.
- Bartling v. Superior Court. In: Wests Calif Report. 209, 1984, PMID 11648164, S. 220–227.
- Bartling v. Glendale Adventist Medical Center. In: Wests Calif Report. 229, 1986, PMID 11648171, S. 360–367.
- Sterbehilfe – Phantastische Tat. In: Der Spiegel. 42, 1985, S. 213–214.